# Oleh Skrypka

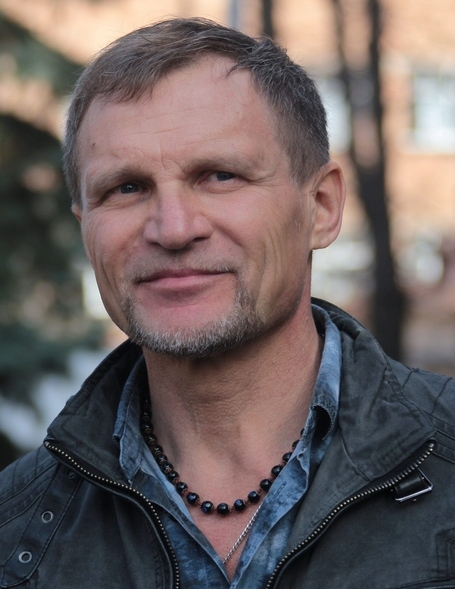
Oleh Skrypka 2017

Oleh Jurijowytsch Skrypka (ukrainisch Олег Юрійович Скрипка, russisch Олег Юрьевич Скрипка Oleg Jurjewitsch Skripka; * 24. Mai 1964 in Ghafurow, Tadschikistan) ist ein ukrainischer Rockmusiker. Er ist der Frontmann der Folk-Punk-Band Wopli Widopljassowa. 2005 wurde ihm der Ehrentitel Verdienter Künstler der Ukraine verliehen.

## Leben
Skrypka kam in einer russisch-ukrainischen Familie in Sowjetabad (heute Ghafurow) zur Welt und wuchs in der Oblast Murmansk auf.
Im Jahr 1987 absolvierte er die Nationale Technische Universität „Kiewer Polytechnisches Institut Ihor Sikorskyj“ und gründete im selben Jahr mit Jurij Sdorenko und Oleksandr Pipa die Rockband Wopli Widopljassowa.
In den Jahren 1991–1996 lebte Skrypka mit seiner Band in Frankreich und bereiste das Land.
Im Jahr 1997 kehrte Skrypka nach Kiew zurück und gibt seitdem aktiv Konzerte in der Ukraine und im Ausland.
2004 war Skrypka einer der Organisatoren des Festivals „Krayina Mriy“. Er beteiligt an Veröffentlichungen und vielseitigen Bildungsaktivitäten als Organisator auch. Skrypka ist der Gründer eines weiteren Festivals moderner ukrainischer Rockmusik „Rock Sich“. Der Hauptzweck des Festivals ist die Unterstützung der nationalen Rockkultur.
2007 belegte Oleh Skrypka im Tanzprojekt des ukrainischen Fernsehsenders „1+1“ „Dancing with the Stars“ den 2. Platz.
2010 wurde er ein Ritter des Ordre national du Mérite. Der Orden wurde vom französischen Botschafter in der Ukraine verliehen.

## Diskografie

### Alben
- 2001: Інколи
- 2004: Відрада
- 2011: Жоржина
- 2011: Гуманісти (mit Les Podervjansky)

### EPs
- 2009: Серце у мене вразливе

### Singles
- 2010: Щедрик
- 2016: Україна